# نیکل(II) سولفات
سولفات نیکل(II) (به انگلیسی: Nickel(II) sulfate) با فرمول شیمیایی NiSO4 یک ترکیب شیمیایی با شناسه پاب‌کم 24586 است. که جرم مولی آن 154.75 g/mol (anhydrous)
262.85 g/mol (hexahydrate) 280.86 g/mol (heptahydrate) می‌باشد. شکل ظاهری این ترکیب، بلورهای جامد زرد و سبز است.